# 马志学
马志学（1949年10月—），河北雄县人，中华人民共和国政治人物、外交官。

## 生平
1972年，进入中华人民共和国外交部工作。曾任外交部非洲司副司长。1998年，接替赵宝珍，担任中华人民共和国驻马达加斯加大使。2001年，由许镜湖接任。2003年，接替赵宝珍，担任中华人民共和国驻科特迪瓦大使。2007年，接替孙荣民，担任中华人民共和国驻卢森堡大使。2010年，由曾宪柒接任。